# Trematomus bernacchii
El austrobacalao esmeral (Trematomus bernacchii) es una especie comercialmente importante de bacalao.

## Descripción
La especie es mayormente de color marrón con manchas oscuras. Las hembras de la especie llegan a medir 35 cm de largo, mientras que los machos solo alcanzan 28 cm de largo.

## Distribución, hábitat, y hábitos
Esta especie es nativa del Océano Antártico, habitando en el suelo marino desde aguas costeras hasta profundidades de 700 metros. Se encuentra adaptada para vivir en aguas muy frías por lo que es un pez extraordinariamente estenotérmico y tolerará temperaturas sólo entre -2 °C y +2 °C. Se alimenta de invertebrados y pequeños peces, también consume algas.